# Jean-Yves Chemin
Pour les articles homonymes, voir Chemin (homonymie).
Jean-Yves Chemin, né le 23 avril 1959 à Rouen, est un mathématicien français, qui travaille sur les équations aux dérivées partielles, en particulier en hydrodynamique et en géophysique, et sur les équations d'onde non linéaires.

## Carrière
Jean-Yves Chemin étudie à partir de 1979, à l'École normale supérieure Paris-Saclay, avec une licence en 1980, l'agrégation en 1982 et le DEA 1983 à l'Université Paris XI. Il obtient son doctorat en 1986 à l'université Paris-Sud sous la direction de Jean-Michel Bony, avec une thèse intitulée Analyse microlocale précisée de solutions d’ équations aux dérivées partielle non linéaires. En 1986, il est attaché de recherche au Centre de mathématiques Laurent Schwartz de l'École polytechnique et, en 1988, chargé de recherche du CNRS. En 1989, il reçoit son habilitation, avec une thèse sur les singularités des équations aux dérivées partielles non linéaires hyperboliques. De 1991 à 1995, il est maître de conférences à l'École Polytechnique. Il enseigne depuis 1993 à l'Université Pierre-et-Marie-Curie et au Laboratoire Jacques-Louis Lions (avec une interruption de 2001 à 2004, où il est professeur à Polytechnique).

## Prix et distinctions
En 2012, il a reçu le prix Servant de l'Académie des sciences pour ses travaux sur les équations de Navier-Stokes.
De 1995 à 2001, il est membre de l'Institut universitaire de France. En 1995, il a reçu le prix Langevin de l'Académie des sciences.
Il est conférencier invité au Congrès international des mathématiciens à Zurich, 1994 avec une conférence intitulée Analyse microlocale et mécanique du fluide en dimension deux puis à Pékin en 2002 (Quasilinear wave equations and microlocal analysis, avec Hajer Bahouri).
Parmi ses doctorants on compte Isabelle Gallagher.

## Publications
- avec Hajer Bahouri, Raphaël Danchin Fourier analysis and non linear partial differential equations. Springer Verlag, Grundlehren der mathematischen Wissenschaften, 2011,  (ISBN 978-3-642-16829-1)
- Mathematical geophysics: an introduction to rotating fluids and the Navier-Stokes equations. Oxford, Clarendon Press 2006
- Perfect incompressible fluids. Oxford, Clarendon Press 1998 (publié d'abord en français dans Asterisque, n°230, Société mathématique de France 1995)
- (en) Jean-Yves Chemin et Nader Masmoudi, « About lifespan of regular solutions of equations related to viscoelastic fluids », SIAM Journal on Numerical Analysis, vol. 33, no 1,‎ 2001, p. 84-112 (lire en ligne, consulté le 4 octobre 2015)